# Борисовка (Ростовская область)
Борисовка — хутор в Тацинском районе Ростовской области.
Входит в состав Скосырского сельского поселения.
Население 136 человек.

## География

### Улицы
- ул. Дудыкина,
- ул. Колхозная,
- ул. Лесная,
- ул. Садовая.

## Население
| 2010 |
| ---- |
| 117  |